# Kapowsin
Kapowsin (kiejtése: əˈpaʊ.ə.sɪn) az Amerikai Egyesült Államok északnyugati részén, Washington állam Pierce megyéjében elhelyezkedő statisztikai település. A 2010. évi népszámlálási adatok alapján 333 lakosa van.
A település a Kapowsin Lumber Company gyárának 1901-es megnyitásával jött létre.
A helyi iskolák fenntartói a betheli és eatonville-i tankerületek.

## Fordítás
- Ez a szócikk részben vagy egészben  a   Kapowsin, Washington című angol Wikipédia-szócikk ezen változatának fordításán alapul.  Az eredeti cikk szerkesztőit annak laptörténete sorolja fel. Ez a jelzés csupán a megfogalmazás eredetét és a szerzői jogokat jelzi, nem szolgál a cikkben szereplő információk forrásmegjelöléseként.